# Scrabble字母分佈

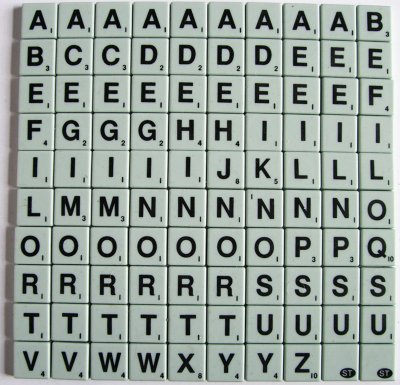
一副完整的英文版Scrabble字塊。

圖板遊戲Scrabble的字母分佈因應各國語言的字母頻率而有所不同，通常而言，頻率越低的字母所值的分數越高。
多數語言版本是以100或102個字塊組成，包括98或100個字母加上2個白搭。
| 目錄表 | 目錄表 | 目錄表 |
| --- | --- | --- |
| - 英語 - 南非荷蘭語 - 阿拉伯語 - 亞美尼亞語 - 巴斯克語 - 布列塔尼語 - 保加利亞語 - 加泰語 - 克羅地亞語 - 捷克語 - 達克爾語 - 丹麥語 - 荷蘭語 - 世界語 - 愛沙尼亞語 | - 芬蘭語 - 法語 - 德語 - 希臘語 - 海地語 - 希伯來語 - 匈牙利語 - 冰島語 - 印尼語 - 愛爾蘭語 - 意語 - 拉丁語 - 拉脫維亞語 - 立陶宛語 - 馬來西亞語 | - 挪威語 - 波蘭語 - 葡語 - 羅馬尼亞語 - 俄語 - 蘇格蘭蓋爾語 - 斯洛伐克語 - 斯洛文尼亞語 - 西語 - 瑞典語 - 土耳其語 - 图瓦语 - 烏克蘭語 - 威爾斯語 - 參考 |

## 英語
英語版Scrabble包含100個字塊，以下為分佈：
- 2 百搭 字塊（值0分）
- 1 分：E ×12、A ×9、I ×9、O ×8、N ×6、R ×6、T ×6、L ×4、S ×4、U ×4
- 2 分：D ×4、G ×3
- 3 分：B ×2、C ×2、M ×2、P ×2
- 4 分：F ×2、H ×2、V ×2、W ×2、Y ×2
- 5 分：K ×1
- 8 分：J ×1、X ×1
- 10 分：Q ×1、Z ×1

總分值為187。
艾佛·畢斯發明遊戲時，字母的原分數有異。一般認為畢斯在看畢紐約時報用字頻率後決定字母分佈方法。
2004年推出的超級Scrabble合共有200個字塊。

## 非洲語
非洲語版本使用以下的102個字塊：
- 2 百搭 字塊（值0分）
- 1 分： E ×16、A ×9、I ×8、N ×8、D ×6、O ×6、R ×6、S ×6、T ×6
- 2 分：G ×4、H ×3、L ×3
- 3 分：K ×3、W ×3
- 4 分：M ×2、U ×2、Y ×2
- 5 分：P ×2、V ×2
- 8 分：B ×1、F ×1
- 10 分：J ×1

非洲語使用字母Z和X，但頻率極低，因此沒有獨立字塊，但百搭仍可用作拼出Z或X。非洲語亦沒有字塊代表C和Q，因為只用作外來語。

## 阿拉伯語
阿拉伯語版本使用以下的100 字塊：
- 2 百搭 字塊 值0分
- 1 分：aleph|ﺍ×8、lamedh|ﻝ×4、gimel (字母)|ﺝ×4、heth (字母)|ﺡ×3、kha|ﺥ×3、mem|ﻡ×3、nun (字母)|ﻥ×3、he (字母)|ﻩ×3、waw (字母)|ﻭ×3、yodh|ﻯ×3
- 2 分：beth (字母)|ﺏ×4、 resh|ﺭ×3、Taw (字母)|ﺕ×4、dalet|ﺩ×3、shin (字母)|ﺱ×3、theh|ﺙ×3、
- 3 分：pe (字母)|ﻑ×3、Qāf|ﻕ×3、Ḏāl|ﺫ×3、shin (字母)|ﺵ×3、zayin|ﺯ×3
- 4 分：tsade|ﺹ×3、Ḍād|ﺽ×3、ayin|ﻉ×3、kaph|ﻙ×3、teth|ﻁ×2,
- 5 分：Ẓāʼ|ﻅ×2
- 6 分：yeh hamza|ﺉ×2
- 8 分：Ġayn|ﻍ×2、hamza|ﺀ×2
- 10 分：alif hamza|ﺃ×2、waw hamza|ﺅ×2,

雖然阿拉伯語字母有4種形態，但Scrabble字塊只用字母的独立形。

## 亞美尼亞語
亞美尼亞語版本使用以下的146 字塊.此圖板為17x17取代15x15，並稱為 ԲԱՈ ԽԱՆ (bao khagh, 意思為words game)和並非Mattel的官方版本
- 3 百搭 字塊 (0 分)
- 1 分：Ա (ayb) ×18、Ե (yech) ×10、Ի (ini) ×10、Ո (vo) ×8、Կ (ken) ×7, Ն (nu) ×7, Ս (seh) ×6
- 2 分：Տ (tioun) ×5、Ր (reh) ×5、Ւ (hioun) ×5、Է (eh) ×4、Հ (ho) ×4、Մ (men) ×4、Յ (yi) ×4、Պ (peh) ×4
- 3 分：Լ (lioun) ×4、Բ (ben) ×3、Գ (gim) ×3、Դ (da) ×3、Ք (k'eh) ×3、Վ (vew) ×2
- 4 分：Խ (kheh) ×2、Շ (sha) ×2、Ռ (rra) ×2
- 5 分：Թ (t'o) 2、Ծ (tsa) ×2、Ղ (ghat) ×2、Ց (c'o) ×2
- 6 分：Զ (za) ×1、Ճ (cheh) ×1、Չ (ch'a) ×1、Ջ (jheh) ×1
- 8 分：Ժ (zhe) ×1、Ձ (dza) ×1、Փ (p'iour) ×1、Օ (o) ×1
- 10 分：Ը (ët') ×1、Ֆ (feh) ×1

注意此分佈沒有և，他沒有大寫版和可以轉寫為ե/Ե和ւ/Ւ.

## 巴斯克語
巴斯克語Scrabble使用以下100字塊。名為Euskarbel，並非Mattel的官方版本。
- 2 百搭 字塊 值0分
- 1 分：A ×14、E ×12、I ×9、N ×8、O ×6、T ×6、U ×6
- 2 分：K ×5、R ×5
- 3 分：D ×4
- 4 分：B ×3、Z ×3
- 5 分：G ×2、H ×2、L ×2、S ×2
- 8 分：J ×1、M ×1、P ×1、RR ×1、TS ×1、TX ×1、TZ ×1
- 10 分：F ×1、X ×1

C、Ç、Ñ、Q、V、W和Y沒有加入，因為只用作外來語。雙字母可用字塊拼成。

## 布列塔尼語
布列塔尼語Scrabble使用以下 100 字塊.
- 2 -（hyphen）字塊 值0分
- 1 分：E ×14、A ×12、 N ×9、R ×7, O ×6、T ×5、U ×5、I ×4、L ×4
- 2 分：D ×4
- 3 分：G ×3、S ×3、V ×3、H ×2
- 4 分：B ×2、K ×2、M ×2、Z ×2、ZH ×2、CH ×1、C'H ×1
- 5 分：P ×1
- 10 分：F ×1、J ×1、W ×1、Y ×1

C、Q和X因為只用作外來語，在C情況，分別使用CH和C'H，音標無視。

## 保加利亞語
保加利亞語的Scrabble使用西里爾字母，使用以下 102 字塊：
- 2 百搭 字塊（值0分）
- 1 分：А ×9、О ×9、Е ×8、И ×8、Т ×5、Н ×4、П ×4、Р ×4、С ×4
- 2 分：В ×4、Д ×4、М ×4、Б ×3、К ×3、Л ×3
- 3 分：Г ×3、Ъ ×2
- 4 分：Ж ×2、З ×2
- 5 分：У ×3、Ч ×2、Я ×2、Й ×1、Х ×1
- 8 分：Ц ×1、Ш ×1、Ю ×1
- 10 分：Ф ×1、Щ ×1、Ь ×1

## 加泰罗尼亚语
加泰罗尼亚语版本使用以下 100 字塊.
- 2 百搭 字塊（值0分）

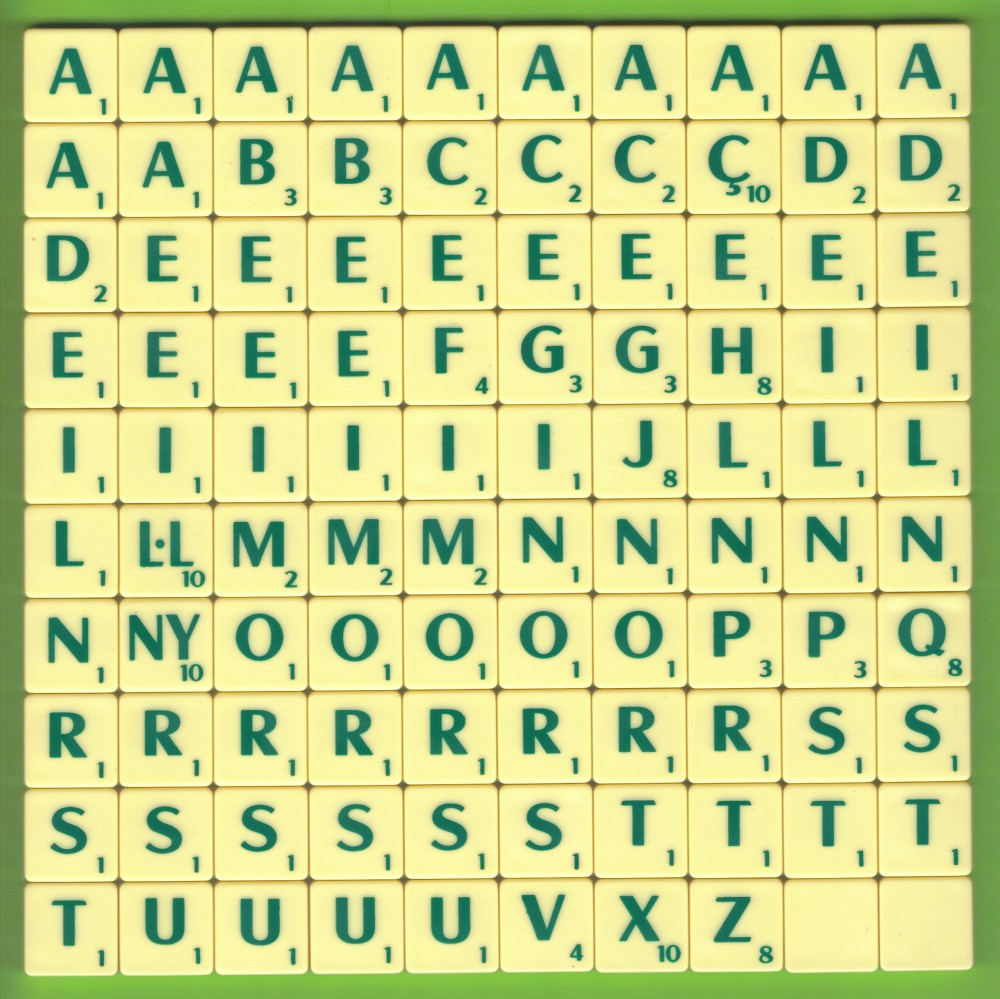
完整加泰版

- 1 分：E ×13、A ×12、I ×8、R ×8、S ×8、N ×6、O ×5、T ×5、L ×4、U ×4
- 2 分：C ×3、D ×3、M ×3
- 3 分：B ×2、G ×2、P ×2
- 4 分：F ×1、V ×1
- 8 分：H ×1、J ×1、Q ×1、Z ×1
- 10 分：Ç ×1、L·L ×1、NY ×1、X ×1

音標記無視，例如含有À的字詞一律當作A使用。但是字塊Ç（ce trencada），則有其獨立字塊，不能當L·L representing geminated ell (ela geminada), as well as digraph NY. Playing an N tile followed by a 百搭 tile to form the digraph NY is not allowed. Official rules treat the Q tile as just one 字母, but usually 加泰語 players use the Q tile like the QU digraph和all 加泰罗尼亚语 Scrabble Clubs use this de facto rule.（页面存档备份，存于） （文） K、W,和Y 因為只用作外來語 or, in the case of Y, the digraph NY.
加泰罗尼亚语21x21的Super Scrabble
。包含200 字塊，而 Q則被QU雙字母之字塊所取代，Ç和L·L的分值增加：
- 5 wild (asterisk) 字塊 值0分
- 1 分：E ×27, A ×25, S ×18, I ×17, R ×16、N ×12、O ×10、T ×10、L ×8、U ×6
- 2 分：M ×7, C ×5, D ×5
- 3 分：B ×3, G ×3, P ×3
- 4 分：F ×2、V ×2
- 8 分：H ×2、J ×2、QU ×2、Z ×2
- 10 分：NY ×2、X ×2
- 12 分：Ç ×2
- 15 分：L·L ×1

## 克羅地亞語
克羅地亞語版本使用以下103字塊：
- 2 百搭 字塊（值0分）
- 1 分：A ×11、I ×10、E ×9、O ×9、N ×6、R ×5、S ×5、T ×5、J ×4、U ×4
- 2 分：K ×3、M ×3、P ×3、V ×3
- 3 分：D ×3、G ×2、L ×2、Z ×2、B ×1、Č ×1
- 4 分：C ×1、H ×1、LJ ×1、NJ ×1、Š ×1、Ž ×1
- 5 分：Ć ×1
- 8 分：F ×1
- 10 分：DŽ ×1、Đ ×1

Q、W、X和Y沒有加入遊戲, 因為克羅地亞語不使用這些字母。

## 捷克語
捷克語使用以下100字塊：
- 2 百搭 字塊（值0分）
- 1 分： O ×6、A ×5、E ×5、N ×5、I ×4、S ×4、T ×4、V ×4、D ×3、K ×3、L ×3、P ×3、R ×3
- 2 分： C ×3、H ×3、Í ×3、M ×3、U ×3、Á ×2、J ×2、Y ×2、Z ×2
- 3 分：B ×2、É ×2、Ě ×2
- 4 分：Ř ×2、Š ×2、Ý ×2、Č ×1、Ů ×1、Ž ×1
- 5 分：F ×1、G ×1、Ú ×1
- 6 分：Ň ×1
- 7 分：Ó ×1、Ť ×1
- 8 分：Ď ×1
- 10 分：X ×1

Q和W因為只用作外來語，但 W可以由百搭用。

## 達克爾語
達克爾語（Dakelh）Scrabble使用以下 100 字塊.
- 2 百搭 字塊（值0分）
- 1 分： H ×10、U ×10、N ×8、A ×7, I ×7, L ×7, O ×7, T ×7, ' (apostrophe) ×7
- 2 分：E ×5、S ×5
- 3 分：D ×4、Z ×3
- 4 分：K ×2
- 5 分：G ×2、Y ×2
- 7 分：W ×1
- 8 分：B ×1
- 10 分：C ×1、J ×1、M ×1

F、P、Q、R、V,和X 未有加入遊戲因為這些字母不存在於克爾語。

## 丹麥語
丹麥語Scrabble使用以下 100 字塊.
- 2 百搭 字塊（值0分）
- 1 分： E ×9、A ×7, N ×6、R ×6
- 2 分：D ×5、L ×5、O ×5、S ×5、T ×5
- 3 分：B ×4、I ×4、K ×4、F ×3、G ×3、M ×3、U ×3、V ×3
- 4 分：H ×2、J ×2、P ×2、Y ×2、Æ ×2、Ø ×2、Å ×2
- 8 分：C ×2、X ×1、Z ×1

此分佈缺少 Q和W，因為極少使用於丹麥語。不過C、X,和Z同樣不存在於丹麥語，但會用作外來語。

## 荷蘭語
荷蘭語版本使用以下102字塊：
- 2 百搭 字塊（值0分）
- 1 分：E ×18、N ×10、A ×6、O ×6、I ×4
- 2 分：D ×5、R ×5、S ×5、T ×5
- 3 分：G ×3、K ×3、L ×3、M ×3、B ×2、P ×2
- 4 分：U ×3、F ×2、H ×2、J ×2、V ×2、Z ×2
- 5 分：C ×2、W ×2
- 8 分：X ×1、Y ×1
- 10 分：Q ×1

在1998年荷蘭語和比利時語版本有異：荷蘭語版本有2 IJ字塊，值4分。此外，它只有一個F和和4S字塊；和G的分值僅為2分。比利時語版本不使用IJ 字塊。現時荷蘭語的版本已跟隨比利時語。IJ被去除，改由I和J分開組合拼法。
另一荷蘭語在1998年前的版本，使用以下100字塊：
- 2 百搭 字塊（值0分）
- 1 分：E ×16、N ×8、A ×6、O ×6、I ×4
- 2 分：D ×5、R ×5、S ×5、T ×5
- 3 分：K ×3、L ×3、M ×3、P ×3、B ×2、G ×2
- 4 分：U ×4、F ×2、H ×2、J ×2、V ×2、IJ ×2、Z ×2
- 5 分：C ×2、W ×2
- 8 分：X ×1
- 10 分：Q ×1

## 世界語
世界語 Scrabble可在網上玩(Rules for 世界語 scrabble）和有商業保護。
世界語-版本使用以下100字塊：
- 2 百搭 字塊（值0分）.
- 1 分：A ×8、E ×8、I ×8、O ×8、N ×6、R ×6、S ×6、L ×4、T ×4、U ×4
- 2 分：K ×4、M ×4、D ×3、J ×3、P ×3
- 3 分：F ×2、G ×2、Ĝ×2、V ×2
- 4 分：B ×2、Ĉ×2、C ×1、Ŝ×1
- 5 分：Z ×1
- 8 分：H ×1、Ŭ×1
- 10 分：Ĥ×1、Ĵ×1

Q、W、X和Y不存在，因為世界語不使用這些字母。

## 愛沙尼亞語
愛沙尼亞語-版本使用以下102字塊：
- 2 百搭 字塊（值0分）
- 1 分：A ×10、E ×9、I ×9、S ×8、T ×7, K ×5、L ×5、O ×5、U ×5
- 2 分：D ×4、M ×4、N ×4、R ×2
- 3 分：G ×2、V ×2
- 4 分：B ×1、H ×2、J ×2、P ×2、Õ ×2
- 5 分：Ä ×2、Ü ×2
- 6 分：Ö ×2
- 8 分：F ×1
- 10 分：Š ×1、Z ×1、Ž ×1

此分佈缺少 C、Q、W、X和Y，因為只用作外來語。爭議地，F、Š、Z和Ž 亦不存在於愛沙尼亞語但它們當已本土化的外來語使用。

## 芬蘭語
芬蘭語版本使用以下100字塊：
- 2 百搭 字塊（值0分）
- 1 分：A ×10、I ×10、N ×9、T ×9、E ×8、S ×7
- 2 分：K ×5、L ×5、O ×5、Ä ×5
- 3 分：U ×4、M ×3
- 4 分：H ×2、J ×2、P ×2、R ×2、V ×2、Y ×2
- 7 分：D ×1、Ö ×1
- 8 分：B ×1、F ×1、G ×1
- 10 分：C ×1

此分佈缺少Q、Š、W、X、Z、Ž,和Å，因為他們幾乎不存在於芬蘭語。爭議地，B、C、F和G（不計算雙字母的 NG）亦不存在於芬蘭語，但他們會用作本土化的外來語，和F在西方方言中會使用。

## 法語
法語版Scrabble包含102字塊：
- 2 百搭 字塊（值0分）

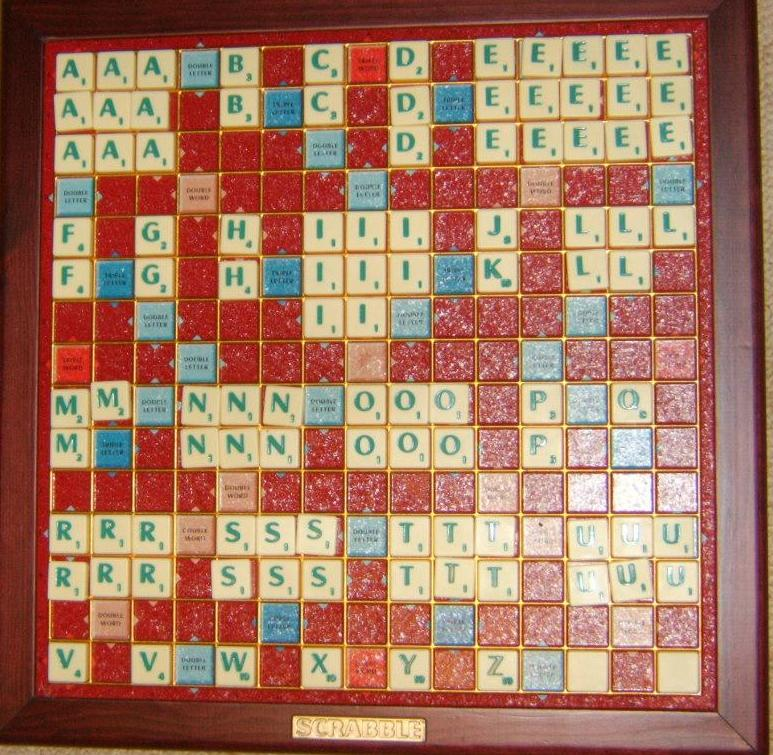
完整的一副法語 Scrabble

- 1 分：E ×15、A ×9、I ×8、N ×6、O ×6、R ×6、S ×6、T ×6、U ×6、L ×5
- 2 分：D ×3、M ×3、G ×2
- 3 分：B ×2、C ×2、P ×2
- 4 分：F ×2、H ×2、V ×2
- 8 分：J ×1、Q ×1
- 10 分：K ×1、W ×1、X ×1、Y ×1、Z ×1

無視音標。

## 德語
德語版Scrabble包含102個字塊，以下為分佈：
- 2 百搭 字塊（值0分）
- 1 分：E ×15、N ×9、S ×7, I ×6、R ×6、T ×6、U ×6、A ×5、D ×4
- 2 分：H ×4、G ×3、L ×3、O ×3
- 3 分：M ×4、B ×2、W ×1、Z ×1
- 4 分：C ×2、F ×2、K ×2、P ×1
- 6 分：Ä ×1、J ×1、Ü ×1、V ×1
- 8 分：Ö ×1、X ×1
- 10 分：Q ×1、Y ×1

注意字母ß（Eszett）不使用，因為它沒有大階字母，由SS所取代。其他雙字母亦不加入，由兩個字塊所取代使用（é = E、œ = OE等）

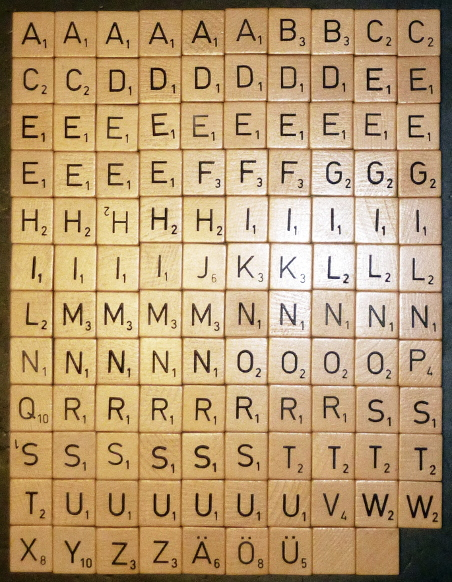
一副完整的德語Scrabble字塊

在1989－1990年，德語版有119字塊。玩家每次有8個字塊在牌架上，與現時的標準7塊不同。舊版字母分佈為：
- 2 百搭 字塊（值0分）
- 1 分：E ×16、N ×10、I ×9、S ×8、R ×7, A ×6、D ×6、U ×6
- 2 分：H ×5、T ×5、C ×4、L ×4、O ×4、G ×3、W ×2
- 3 分：M ×4、F ×3、B ×2、K ×2、Z ×2
- 4 分：P ×1、V ×1
- 5 分：Ü ×1
- 6 分：Ä ×1、J ×1
- 8 分：Ö ×1、X ×1
- 10 分：Q ×1、Y ×1

雖然有3塊百搭，但第3塊不加入於遊戲，只用來用作包裝時組成完整的字塊行列數。
德語版在Selchow和Righter於1970至80年代包含100字塊，分佈如下：
- 2 百搭 字塊（值0分）
- 1 分：E ×12、I ×8、N ×7, A ×6、S ×6、R ×5、T ×5、O ×3、U ×3
- 2 分：C ×4、D ×4、H ×4、G ×3、L ×3、Ä ×1、Ö ×1、Ü ×1
- 3 分：M ×3、B ×2、F ×2、K ×2、P ×2
- 4 分：Z ×3、V ×2、W ×2
- 8 分：J ×1
- 10 分：Q ×1、X ×1、Y ×1

2008年，德語版由Piatnik獲Mattel授權下推出的超級版，包含以下200字塊：
- 4 百搭 字塊（值0分）
- 1 分：E ×29, N ×17, S ×14、I ×11, R ×11, T ×12、U ×12、A ×10、D ×8
- 2 分：H ×8、G ×6、L ×6、O ×6
- 3 分：M ×8、B ×4、W ×2、Z ×2
- 4 分：C ×4、F ×4、K ×4、P ×2
- 6 分：Ä ×2、J ×2、Ü ×2、V ×2
- 8 分：Ö ×2、X ×2
- 10 分：Q ×2、Y ×2

由於原版為102字塊，底線的字母數量比例減少，其餘則是現標準版本的直接雙倍。

## 希臘語
希臘語版Scrabble包含104字塊。
- 2 百搭 字塊（值0分）
- 1 分：Α×12、Ο×9、Ε×8、Ι×8、Τ×8、Η×7, Σ×7, Ν×6
- 2 分：Ρ×5、Κ×4、Π×4、Υ×4
- 3 分：Λ×3、Μ×3、Ω×3
- 4 分：Γ×2、Δ×2
- 8 分：Β×1、Φ×1、Χ×1
- 10 分：Ζ×1、Θ×1、Ξ×1、Ψ×1

## 赫坦語
赫坦語版Scrabble包含100字塊：
- 2 百搭 字塊（值0分）
- 1 分：A ×9、N ×9、E ×8、I ×6
- 2 分：È ×4、K ×4、L ×4、M ×4、O ×4、OU ×4、P ×4、S ×4、T ×4、Y ×4
- 3 分：D ×3
- 4 分：B ×3、CH ×2、F ×2、G ×2、J ×2、Ò ×2、R ×2、V ×2、W ×2
- 7 分：Z ×1
- 8 分：À ×1、UI ×1
- 10 分：H ×1

Q和X沒有字塊因為它們不存在於赫坦語，while C is only used in the digraph CH,和U in OU和UI. This version is made for educational purposes和並非Mattel的官方版本。

## 希伯來語
希伯來語版本使用以下104字塊：
- 2 百搭 字塊（值0分）
- 1 分：ו×12、10、ת×9、ה×8、ר×8
- 2 分：א×6、ל×6、מ×6、ש×6
- 3 分：ד×4、נ×4
- 4 分：ב×4、ח×3、פ×3、ק×3
- 5 分：ג×2、כ×2、ע×2
- 8 分：ז×1、ט×1、ס×1、צ×1

完成版的字母 ך、ם、ן、ף和ץ不適用，普通版則使用。

## 匈牙利語
匈牙利語-版本使用以下100字塊：
- 2 百搭 字塊（值0分）
- 1 分：A ×6、E ×6、K ×6、T ×5、Á ×4、L ×4、N ×4、R ×4、I ×3、M ×3、O ×3、S ×3
- 2 分：B ×3、D ×3、G ×3、Ó ×3
- 3 分：É ×3、H ×2、SZ×2、V ×2
- 4 分：F ×2、GY×2、J ×2、Ö ×2、P ×2、U ×2、Ü ×2、Z ×2
- 5 分：C ×1、Í ×1、NY×1
- 7 分：CS×1、Ő×1、Ú ×1、Ű×1
- 8 分：LY×1、ZS×1
- 10 分：TY×1

DZ和DZS，極少使用於匈牙利語，因此沒有字塊，Q、W、X和Y亦然，只用於外來語。

## 冰島語
冰島語版本使用以下104字塊：
- 2 百搭 字塊（值0分）
- 1 分：A ×10、I ×8、N ×8、R ×7, E ×6、S ×6、U ×6、T ×5
- 2 分：Eth|Ð×5、G ×4、K ×3、L ×3、M ×3
- 3 分：F ×3、O ×3、H ×2、V ×2
- 4 分：Á ×2、D ×2、Í ×2、Þ×1
- 5 分：J ×1、Æ×1
- 6 分：B ×1、É ×1、Ó ×1
- 7 分：Y ×1、Ö ×1
- 8 分：P ×1、Ú ×1
- 9 分：Ý ×1
- 10 分：X ×1

此分佈缺少 C、Q、W和Z，因為極少使用於冰島語。

## 印尼語
印尼語-版本使用以下100字塊：
- 2 百搭 字塊（值0分）
- 1 分：A ×19、N ×9、E ×8、I ×8、T ×5、U ×5、R ×4、 O ×3、S ×3
- 2 分：K ×3、M ×3
- 3 分：D ×4、G ×3
- 4 分：L ×3、H ×2、P ×2
- 5 分：B ×4、Y ×2、F ×1、W ×1
- 8 分：C ×3、V ×1
- 10 分：J ×1、Z ×1

Q和X未有加入遊戲，因為只用作外來語。

## 愛爾蘭語
愛爾蘭語-版本使用以下 100 字塊：
- 2 百搭 字塊（值0分）
- 1 分：A ×13、H ×10、I ×10、N ×7, R ×7, E ×6、S ×6
- 2 分：C ×4、D ×4、L ×4、O ×4、T ×4、G ×3、U ×3
- 4 分：Á ×2、F ×2、Í ×2、M ×2
- 8 分：É ×1、Ó ×1、Ú ×1
- 10 分：B ×1、P ×1

J、K、Q、V、W、X、Y和Z 未有加入遊戲，因為極少使用於愛爾蘭語。
另一版本使用以下100字塊：
- 2 百搭 字塊（值0分）
- 1 分：A ×11、I ×8、Á ×5、Í ×5、L ×5、N ×5、R ×5、E ×4、O ×4、S ×4
- 2 分：C ×3、Ċ ×3、D ×3、G ×3、M ×3、Ó ×3、T ×3、Ú ×3
- 3 分：B ×2、Ḃ ×2、É ×2、Ṫ ×2、U ×2
- 4 分：Ḋ ×1、F ×1、Ġ ×1
- 5 分：Ṁ ×1
- 8 分：P ×1、Ṡ ×1
- 10 分：Ḟ ×1、Ṗ ×1

注意H不存在，因為只用於字首。

## 意語
意語版本使用以下120字塊：
- 2 百搭 字塊（值0分）
- 1 分：O ×15、A ×14、I ×12、E ×11
- 2 分：C ×6、R ×6、S ×6、T ×6
- 3 分：L ×5、M ×5、N ×5、U ×5
- 5 分：B ×3、D ×3、F ×3、P ×3、V ×3
- 8 分：G ×2、H ×2、Z ×2
- 10 分：Q ×1

音標省略，字母 J、K、W、X和Y 未有加入遊戲，因為只用作外來語。
另一版本的120字塊：
- 2 百搭 字塊（值0分）
- 1 分：A ×13、E ×13、I ×13、O ×13
- 2 分：N ×6、R ×6、S ×6、T ×6
- 3 分：L ×5、M ×5、 U ×5
- 4 分：C ×4、V ×4
- 5 分：B ×3、D ×3、G ×3、P ×3
- 8 分：F ×2、H ×2、Z ×2
- 10 分：Q ×1

Scarabeo是意語的另一版本，比原版更在本土流行，使用17×17及130字塊。
- 2 scarab 字塊（百搭）值0分
- 1 分：A ×12、E ×12、I ×12、O ×12、C ×7, R ×7, S ×7, T ×7
- 2 分：L ×6、M ×6、N ×6
- 3 分：P ×4
- 4 分：B ×4、D ×4、F ×4、G ×4、U ×4、V ×4
- 8 分：H ×2、Z ×2
- 10 分：Q ×2

## 拉丁語
拉丁語版本有三個版本
第一個版本由Centre for Medieval Studies of University of Toronto設計，使用以下100字塊：
- 2 百搭字塊（值0分）
- 1 分：E ×12、A ×9、I ×9、V ×9、S ×8、T ×8、R ×7, O ×5
- 2 分：C ×4、M ×4、N ×4、D ×3、L ×3
- 3 分：Q ×3
- 4 分：B ×2、G ×2、P ×2、X ×2
- 8 分：F ×1、H ×1

第二個版本由劍橋大學的學者設計，此版本分開U和V，V的分數為5倍。Y未有加入，因為極少使用，但擴展版則有加入，並值10分。K和Z亦未有加入，因為同樣極少使用，而J則未有與I分開。 W亦沒有加入，因為古代未有使用，僅用於外來語。
- 2 百搭 字塊（值0分）
- 1 分：E ×11、I ×11、A ×9、R ×9、S ×8、T ×7, U ×7, N ×6,
- 2 分：M ×5、O ×5、C ×4
- 3 分：D ×3
- 4 分：L ×2、P ×2
- 5 分：B ×2、V ×2
- 6 分：F ×1、G ×1、X ×1
- 10 分：H ×1、Q ×1

第三個版本如下
- 2 百搭 字塊（值0分）
- 1 分：E ×12、I ×12、V ×10、A ×9、T ×8、S ×7, N ×6、R ×6、M ×5、O ×5、L ×3
- 2 分：D ×3、P ×3
- 3 分：C ×4、B ×2
- 4 分：Q ×2、F ×1、G ×1、H ×1
- 8 分：X ×1

根據規則，當百搭用作Y時10分，若百搭當Z使用值15分，若百搭當K使用值20分。

## 拉脫維亞語
拉脫維亞語版本使用以下104字塊：
- 2 百搭 字塊（值0分）
- 1 分：A ×11、I ×9、S ×8、E ×6、T ×6、R ×5、U ×5
- 2 分：Ā ×4、K ×4、M ×4、N ×4、L ×3、P ×3
- 3 分：D ×3、O ×3、V ×3、Z ×2
- 4 分：Ē ×2、Ī ×2、J ×2
- 5 分：B ×1、C ×1、G ×1
- 6 分：Ņ ×1、Š ×1、Ū ×1
- 8 分：Ļ ×1、Ž ×1
- 10 分：Č ×1、F ×1、Ģ ×1、H ×1、Ķ ×1

字母 Q、W、X和Y未有加入遊戲，因為只用作外來語。爭議地，F和H 亦不存在於拉脫維亞語，但使用作已融入的外來語。

## 立陶宛語
立陶宛語（known as KrisKros Klasik）使用104字塊：
- 2 百搭 字塊（值0分）
- 1 分：I ×11、A ×9、R ×9、E ×6、L ×6、S ×6、O ×5、T ×5、U ×5、N ×4、Ą ×1
- 2 分：K ×4、D ×3、M ×3、P ×3、B ×2、G ×2、Ę ×1
- 3 分：Ė ×2、Š ×2、Ų ×1
- 4 分：J ×2、Į ×1、V ×1、Ž ×1
- 5 分：Ū ×1、Z ×1
- 6 分：Y ×1
- 7 分：C ×1、Č ×1
- 10 分：F ×1、H ×1

字母 Q、W和X未有加入遊戲，because they are used in foreign字詞. 爭議地，F和H亦不存在於立陶宛語 either, but they are included as they are sometimes used for borrowed字詞.

## 馬來西亞語
馬來西亞語版本使用以下100字塊：
- 2 百搭 字塊（值0分）
- 1 分：A ×19、N ×8、E ×7, I ×7, K ×6、U ×6、M ×5、R ×5、T ×5
- 2 分：L ×4、S ×4
- 3 分：G ×4、B ×3、D ×3
- 4 分：H ×2、O ×2、P ×2
- 5 分：J ×1、Y ×1
- 8 分：C ×1、W ×1
- 10 分：F ×1、Z ×1

Q、V和X未有加入遊戲 because they are only present in loanwords.

## 挪威語
挪威語版本使用以下 100 字塊.
- 2 百搭 字塊（值0分）
- 1 分：E ×9、A ×7, N ×6、R ×6、S ×6、T ×6、D ×5、I ×5、L ×5
- 2 分：F ×4、G ×4、K ×4、O ×4、M ×3
- 3 分：H ×3
- 4 分：B ×3、U ×3、V ×3、J ×2、P ×2、Å ×2
- 5 分：Ø ×2
- 6 分：Y ×1、Æ ×1
- 8 分：W ×1
- 10 分：C ×1

字母 Q、X和Z未有加入遊戲，因這些字母極少用於挪威語。這些字母和外來字母"Ä"、"Ö"和"Ü"均極少使用於挪威語詞語，可由百搭使用。

## 波蘭語
波蘭語-版本使用以下 100 字塊.
- 2 百搭 字塊（值0分）
- 1 分：A ×9、I ×8、E ×7, O ×6、N ×5、Z ×5、R ×4、S ×4、W ×4
- 2 分：Y ×4、C ×3、D ×3、K ×3、L ×3、M ×3、P ×3、T ×3
- 3 分：B ×2、G ×2、H ×2、J ×2、Ł ×2、U ×2
- 5 分：Ą ×1、Ę ×1、F ×1、Ó ×1、Ś ×1、Ż ×1
- 6 分：Ć ×1
- 7 分：Ń ×1
- 9 分：Ź ×1

2000年前版本有極少不同Ź值 7 分，F 值 4 分和有兩個 2 Fs和8個 As。字母 Q、V和X永遠不用（因為只用作外來語），而且百搭字塊不能取代之。

## 葡語
葡語版Scrabble包含120字塊。
- 3 百搭 字塊（值0分）
- 1 分：A ×14、E ×11、I ×10、O ×10、S ×8、U ×7, M ×6、R ×6、T ×5
- 2 分：D ×5、L ×5、C ×4、P ×4
- 3 分：N ×4、B ×3、Ç ×2
- 4 分：F ×2、G ×2、H ×2、V ×2
- 5 分：J ×2
- 6 分：Q ×1
- 8 分：X ×1、Z ×1

除了Ç獨立使用外，其他音標皆忽略。K、W和Y未有加入遊戲，因為只用作葡語的外來語。

## 羅馬尼亞語
羅馬尼亞語版本使用以下 100 字塊。
- 2 百搭 字塊（值0分）
- 1 分：I ×11、A ×10、E ×9、T ×7, N ×6、R ×6、S ×6、C ×5、L ×5、U ×5
- 2 分：O ×5、P ×4
- 3 分：D ×4
- 4 分：M ×3、F ×2、V ×2
- 5 分：B ×2

- 6 分：G ×2
- 8 分：H ×1、Z ×1
- 10 分：J ×1、X ×1

原版（1982）使用以下 100 字塊：
- 2 百搭 字塊（值0分）
- 1 分：A ×11、I ×10、E ×9、R ×7, T ×7, N ×6、U ×6、C ×5、O ×5、S ×5、L ×4
- 2 分：D ×4、P ×4
- 4 分：M ×3
- 8 分：F ×2、V ×2
- 9 分：B ×2、G ×2
- 10 分：H ×1、J ×1、X ×1、Z ×1

Diacritical marks are ignored, so for example Ă和Â are played as A.
Both distributions lack K、Q、W和Y, since they are only used in foreign字詞.

## 俄語
俄語版本使用西里爾字母，包含 104 字塊分佈：
- 2 百搭 字塊（值0分）
- 1 分：O О×10、A А×8、Ye Е×8、I И×5、En Н×5、Er Р×5、Es С×5、Te Т×5、Ve В×4
- 2 分：De Д×4、Ka К×4、El Л×4、Pe П×4、U У×4、Em М×3
- 3 分：Be Б×2、Ge Г×2、Soft sign|Ь×2、Ya Я×2、Yo Ë×1
- 4 分：Yery|Ы×2、Short I|Й×1
- 5 分：Ze З×2、Zhe Ж×1、Kha Х×1、Tse Ц×1、Che Ч×1
- 8 分：Sha|Ш×1、E Э×1、Yu Ю×1
- 10 分：Ef Ф×1、Shta|Щ×1、Yer|Ъ×1

舊版蘇聯版使用以下126 字塊，分佈如下：
- 2 百搭 字塊（值0分）
- 1 分：O О×11、Ye Е×10、I И×10、A А×9、En Н×6、Er Р×6、Te Т×6、Es С×5、Ve В×5
- 2 分：De Д×4、Ka К×4、El Л×4、Em М×4、Pe П×4、U У×4
- 3 分：Ya Я×4、 Be Б×3、Ge Г×3、Yo Ë×3、 Soft sign|Ь×2
- 4 分：Yery|Ы×2、Short I|Й×2
- 5 分：Zhe Ж×2、Ze З×2、Kha Х×1、Tse Ц×1、Che Ч×1
- 8 分：Sha|Ш×1、E Э×1、Yu Ю×1
- 10 分：Ef Ф×1、Shta|Щ×1、Yer|Ъ×1

## 蘇格蘭蓋爾語
蘇格蘭蓋爾語版本使用以下100字塊：
- 2 百搭 字塊（值0分）
- 1 分：A ×15、I ×11、E ×10、N ×4、O ×4、R ×4、 S ×4、PH ×1、SH ×1
- 2 分：CH ×3、D ×3、DH ×3、L ×3、U ×2、BH ×1
- 3 分：C ×3、G ×3、T ×3、TH ×3、B ×2、M ×2
- 4 分：NN ×1
- 5 分：À ×1、F ×1、FH ×1、GH ×1、MH ×1
- 6 分：È ×1、Ì ×1、Ò ×1、P ×1、Ù ×1
- 8 分：LL ×1、RR ×1

H未有加入，因為只使用於以上的雙字母。J、K、Q、V、W、X、Y和Z，亦未有加入，因極少使用於蘇格蘭蓋爾語。此版本並非Scrabble3D和並非Mattel的官方版本。

## 斯洛伐克語
斯洛伐克語版本使用以下100字塊：
- 2 百搭 字塊（值0分）
- 1 分：A ×9、O ×9、E ×8、I ×5、N ×5、R ×4、S ×4、T ×4、V ×4
- 2 分：M ×4、D ×3、K ×3、L ×3、P ×3
- 3 分：J ×2、U ×2
- 4 分：B ×2、Á ×1、C ×1、H ×1、Y ×1、Z ×1
- 5 分：Č ×1、Í ×1、Š ×1、Ý ×1、Ž ×1
- 7 分：É ×1、Ľ ×1、Ť ×1、Ú ×1
- 8 分：Ď ×1、F ×1、G ×1、Ň ×1、Ô ×1
- 10 分：Ä ×1、Ĺ ×1、Ó ×1、Ŕ ×1、X ×1

Q和W沒有加入，因為只用作外來語。
自2013年，112字母的新版本推出：
- 2 百搭 字塊（值0分）
- 1 分：O x 10、A x 9、E x 8、I x 6、N x 5、S x 5、V x 5、T x 4
- 2 分：R x 5、K x 4、L x 4、D x 3、M x 3、P x 3、U x 3、Á x 2、B x 2、J x 2、Y x 2、Z x 2
- 3 分：C x 1、Č x 1、É x 1、H x 1、Í x 1、Š x 1、Ú x 1、Ý x 1、Ž x 1
- 4 分：Ť x 1
- 5 分：Ľ x 1
- 6 分：F x 1、G x 1
- 7 分：Ň x 1、Ô x 1
- 8 分：Ä x 1、Ď x 1、Ó x 1
- 9 分：Ĺ x 1、Ŕ x 1、X x 1
- 10 分：Q x 1、W x 1

爭議地，Q和W仍未有使用，但生產商卻加入之，用作拼外來語。

## 斯洛文尼亞語
斯洛文尼亞語版本使用以下 100 字塊：
- 2 百搭 字塊（值0分）
- 1 分：E ×11、A ×10、I ×9、O ×8、N ×7, R ×6、S ×6、J ×4、L ×4、T ×4
- 2 分：D ×4、V ×4
- 3 分：K ×3、M ×2、P ×2、U ×2
- 4 分：B ×2、G ×2、Z ×2
- 5 分：Č ×1、H ×1
- 6 分：Š ×1
- 8 分：C ×1
- 10 分：F ×1、Ž ×1

Q、W、X和Y未有加入遊戲，因為斯洛文尼亞語不使用這些字母。

## 西語
西語的國際版有以下100字塊：
- 2 百搭 字塊（值0分）

國際版西語Scrabble.

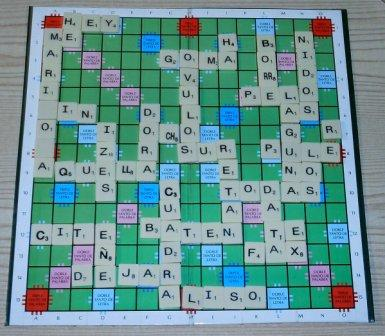
西語 Scrabble 的完整遊戲。

- 1 分：A ×12、E ×12、O ×9、I ×6、S ×6、N ×5、R ×5、U ×5、L ×4、T ×4
- 2 分：D ×5、G ×2
- 3 分：C ×4、B ×2、M ×2、P ×2
- 4 分：H ×2、F ×1、V ×1、Y ×1
- 5 分：CH ×1、Q ×1
- 8 分：J ×1、LL ×1、Ñ ×1、RR ×1、X ×1
- 10 分：Z ×1

無視音標。字母 K和W未有加入遊戲，因為這兩個字母極少使用於西語詞。根據FISE（Federación Internacional de Scrabble en Español）例，百搭不能取代K或W.
CH、LL和RR，不能由兩個單字母合組拼出(see rules in 西語 provided by the FISE)。
西語北美版（名為Scrabble – Edición en Español），包含"K"和"W"但沒有"CH"——使用以下 103 字塊：
- 2百搭字塊（值0分）
- 1 分：A ×11、E ×11、O ×8、S ×7, I ×6、U ×6、N ×5、L ×4、R ×4、T ×4
- 2 分：C ×4、D ×4、G ×2
- 3 分：B ×3、M ×3、P ×2
- 4 分：F ×2、H ×2、V ×2、Y ×1
- 6 分：J ×2
- 8 分：K ×1、LL ×1、Ñ ×1、Q ×1、RR ×1、W ×1、X ×1
- 10 分：Z ×1

## 瑞典語
瑞典語版本使用以下100字塊：
- 2 百搭 字塊（值0分）

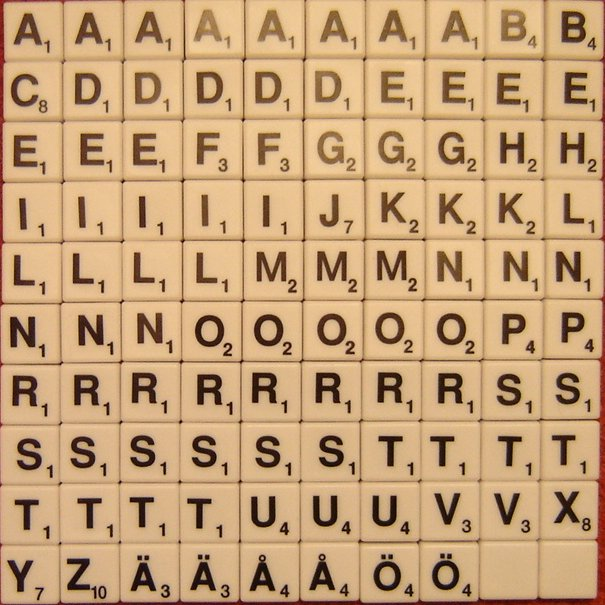
完整版瑞典語 Scrabble.

- 1 分：A ×8、R ×8、S ×8、T ×8、E ×7, N ×6、D ×5、I ×5、L ×5
- 2 分：O ×5、G ×3、K ×3、M ×3、H ×2
- 3 分：F ×2、V ×2、Ä ×2
- 4 分：U ×3、B ×2、P ×2、Ö ×2、Å ×2
- 7 分：J ×1、Y ×1
- 8 分：C ×1、X ×1
- 10 分：Z ×1

注意字母 Å、Ä和Ö 有獨立字塊，音標無視，例如É（Ü 為唯一例外）。字母 Q和W極少使用於瑞典語字詞, 未有加入遊戲，但可由百搭使用。字母 Ü和Æ需要百搭和只分別用於單字或三字詞 müsli和三個形態的Laestadianism。

## 土耳其語
土耳其語版本使用以下100 字塊（包括有點及無點的字母）：
- 2 百搭 字塊（值0分）
- 1 分：A ×12、E ×8、İ ×7, K ×7, L ×7, R ×6、N ×5、T ×5
- 2 分：I ×4、M ×4、O ×3、S ×3、U ×3
- 3 分：B ×2、D ×2、Ü ×2、Y ×2
- 4 分：C ×2、Ç ×2、Ş ×2、Z ×2
- 5 分：G ×1、H ×1、P ×1
- 7 分：F ×1、Ö ×1、V ×1
- 8 分：Ğ ×1
- 10 分：J ×1

字母 Q、W和X不存在於土耳其語，未有加入遊戲。百搭不能取代，因此外來語不存在於遊戲。
(See a completed 土耳其語 Scrabble board：（页面存档备份，存于）)

## 图瓦语
图瓦语使用西里爾字母，為以下125字塊：
- 1 百搭 字塊（值0分）
- 1 hyphen 字塊（值0分）
- 1 分：А ×12、Р ×8、Ы ×8、Н ×7, Д ×6、Е ×6、Л ×6、Г ×5、К ×5、Т ×5、И ×4、У ×4
- 2 分：М ×3、О ×3、П ×3、С ×3、Ү ×3、Ч ×3、Ш ×2
- 3 分：АА ×2、Б ×2、З ×2、Й ×2、Ң ×2、Э ×2
- 4 分：В ×1、Ж ×1、Ө ×1、Х ×1、ЭЭ ×1
- 5 分：ОО ×1、УУ ×1、ЫЫ ×1、Я ×1
- 6 分：ИИ ×1、ӨӨ ×1、ҮҮ ×1
- 8 分：Ъ ×1
- 10 分：Ё ×1、Ю ×1

此版本只用作教育用途和並非Mattel的官方版本.

## 烏克蘭語
烏克蘭語版本，使用西里爾字母，包含 102 字塊，分佈如下：
- 2 百搭 字塊（值0分）
- 1 分：O О×9、A А×8、Y И×6、En Н×6、Ve В×5、E Е×5、I І×5、Te Т×5
- 2 分：  Ka К×4、Er Р×4、 Es С×4
- 3 分： De Д×3、El Л×3、Em М×3、U У×3
- 4 分： Pe П×3、Ze З×2、Ya Я×2、Soft sign|Ь×2
- 5 分：Be Б×2、Ge Г×2、Che Ч×2、Kha Х×1
- 8 分： Ye Є×1、Yi Ї×1、Yo Й×1、Zhe Ж×1、Tse Ц×1、 Sha Ш×1、Yu Ю×1
- 10 分：'Ґ×1、Ef Ф×1、Щ×1、''×1

「＇」（apostrophe）標誌有加入，但他不算烏克蘭語字母。

## 威爾斯語
威爾斯語Scrabble使用以下105字塊：
- 2 百搭 字塊（值0分）
- 1 分：A ×10、E ×8、N ×8、I ×7, R ×7, Y ×7, D ×6、O ×6、W ×5、DD ×4
- 2 分：F ×3、G ×3、L ×3、U ×3
- 3 分：S ×3、B ×2、M ×2、T ×2
- 4 分：C ×2、FF ×2、H ×2、TH ×2
- 5 分：CH ×1、LL ×1、P ×1
- 8 分：J ×1
- 10 分：NG ×1、RH ×1

雙字母被視為單獨字塊，不能單獨拼成，而音標則忽略。
雙字母PH存在於威爾斯語，但卻被忽略，因為極少使用。K、Q、V、X和Z這些字母未有加入，因為不存在於威爾斯語。爭議地，J亦未有使用，但卻會用於融入的外來字詞。